# Camion à benne basculante

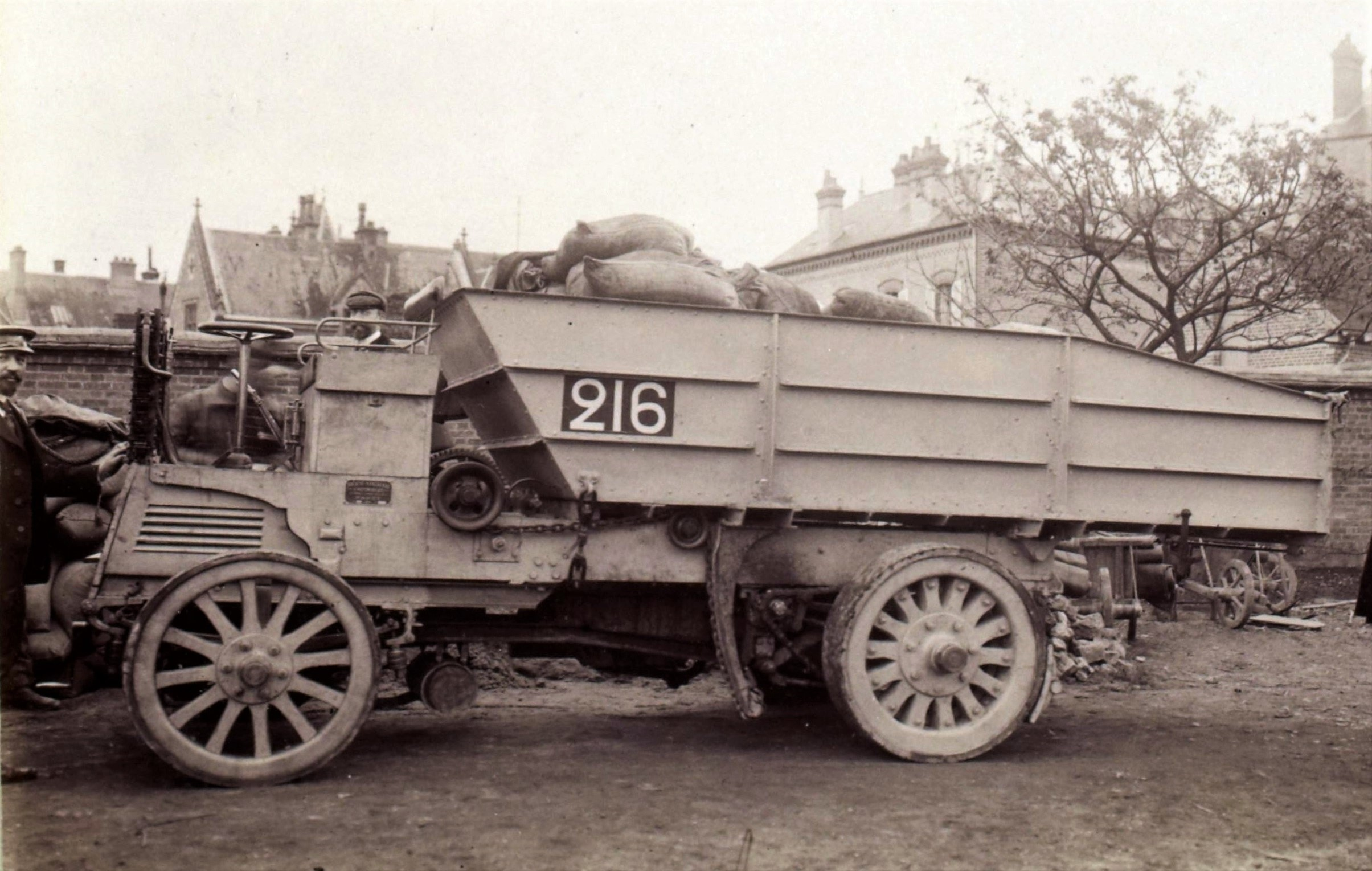
Camion à benne basculante Nancéienne de 1902, à alcool 50½ (conducteur Eugène Brillié).

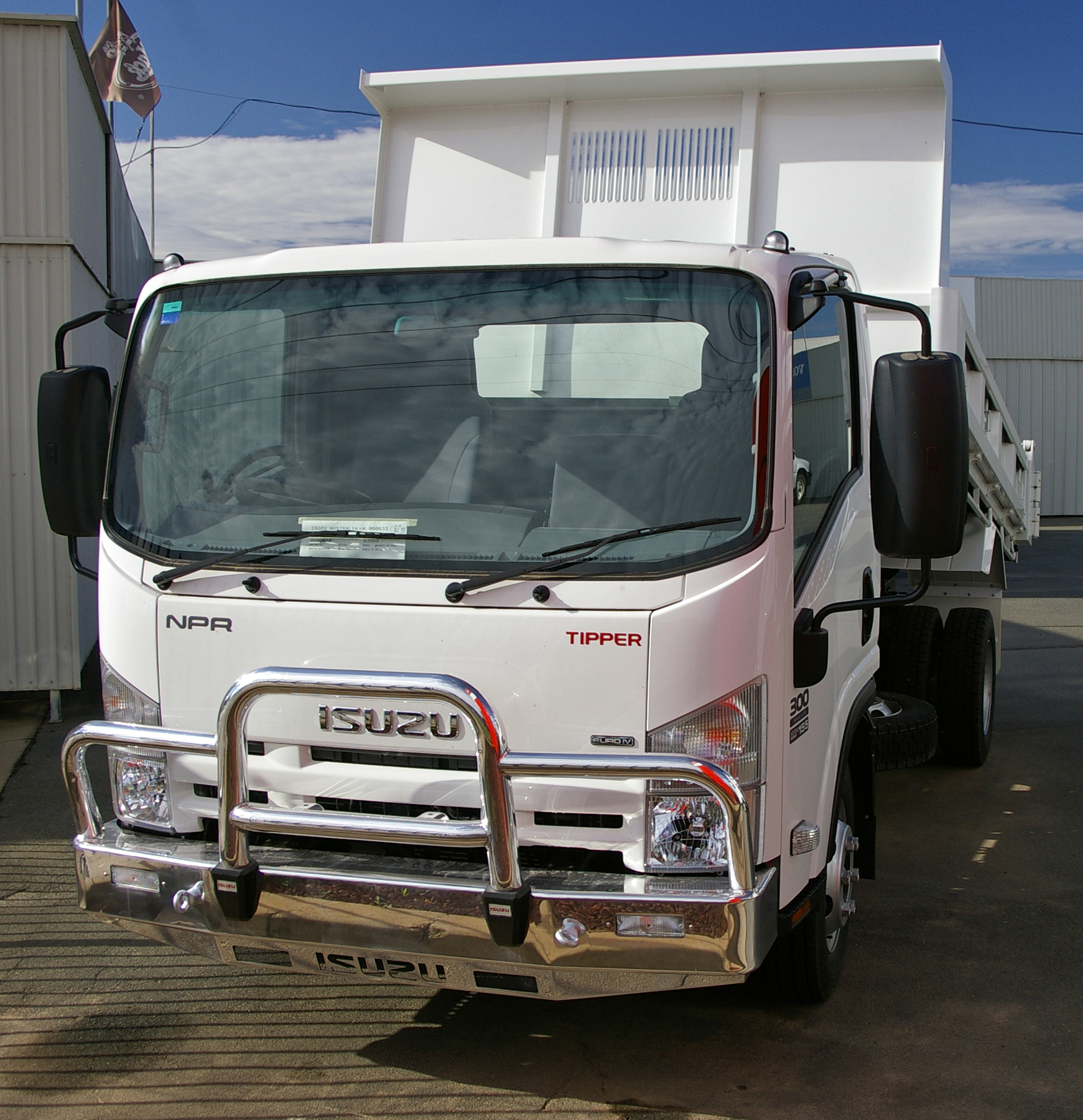
Camion à benne basculante à l'arrêt, sa benne à mi-hauteur.

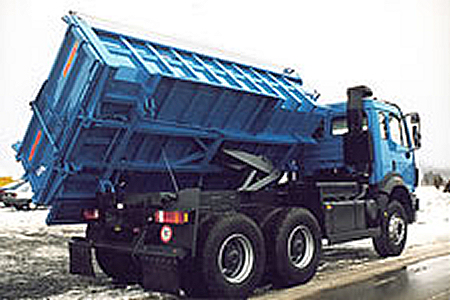
Camion tribenne.

Un camion à benne basculante ou camion-benne est un type de camion utilisé généralement pour le transport de matériaux en vrac tels que les minerais et produits de carrières, les récoltes agricoles, les déchets (gravats).
Un camion à benne basculante est ordinairement équipé d'un (ou deux) vérin hydraulique qui soulève l'avant de la benne à la demande, permettant ainsi de la vider par gravité, en partie ou totalité, que le camion soit immobile ou en déplacement.

## Tribenne
Certains camions, destinés aux travaux publics, ont leur benne qui bascule de plus au choix à droite ou à gauche, afin de verser leur chargement le long du véhicule et non plus seulement à l'arrière.

## Utilisations spéciales
En France, certains camions bennes sont utilisés par les services de sapeurs-pompiers, et notamment par la brigade de sapeurs-pompiers de Paris comme véhicules de soutien, voire d'intervention comme c'est le cas en Seine-Maritime, à Rouen. Dans ce cas, ils peuvent être dotés d'une sirène et d'un système de gyrophares bleus.